# Thomas Gillespie
Thomas Cunningham Gillespie, född 14 december 1892 i Alvington, död 18 oktober 1914 i La Bassée, var en brittisk roddare.
Gillespie blev olympisk silvermedaljör i åtta med styrman vid sommarspelen 1912 i Stockholm.